# Mausohr-Habitate nördlich Nienburg
Mausohr-Habitate nördlich Nienburg este o arie protejată (arie specială de conservare — SAC, sit de importanță comunitară — SCI) din Germania întinsă pe o suprafață de 175,1 ha, integral pe uscat.

## Localizare
Centrul sitului Mausohr-Habitate nördlich Nienburg este situat la coordonatele 52°46′12″N 9°16′44″E / 52.77°N 9.2789°E.

## Înființare
Situl Mausohr-Habitate nördlich Nienburg a fost declarat sit de importanță comunitară în ianuarie 2005 pentru a proteja 2 specii de animale. Situl a fost protejat și ca arie specială de conservare în iunie 2017.

## Biodiversitate
Situată în ecoregiunea atlantică, aria protejată nu include niciun habitat protejat.
La baza desemnării sitului se află mai multe specii protejate de  mamifere (2): liliac cu urechi mari (Myotis bechsteinii), liliac comun (Myotis myotis).